# Buluka
Buluka (лат.) — род мелких наездников подсемейства Microgastrinae из семейства Braconidae (Ichneumonoidea).

## Распространение
Африка (ЮАР), Австралазия, Юго-Восточная Азия.

## Описание
Мелкие паразитические наездники (около 5 мм). От близких родов отличается коротким яйцекладом, щетинки на нём только на вершине; склеротизированным и коротким гипопигием, грубой скульптировкой тела (кроме головы). Жгутик усика 16-члениковый. Нижнечелюстные щупики 5-члениковые, нижнегубные щупики состоят из 3 сегментов. Дыхальца первого брюшного тергиты находятся на латеротергитах. Паразитируют на гусеницах бабочек.
Около 10 видов. Род был впервые выделен в 1948 году на основании типового вида Buluka straeleni de Saeger, 1948 и первоначально включён в подсемейство Sigalphinae. В 1965 году Buluka включили в состав подсемейства Microgastrinae.
- Buluka achterbergi Austin, 1989 (полуостров Малайзия)
- Buluka collessi Austin & Dangerfield
- Buluka horni Gupta
- Buluka huddlestoni Austin, 1989 (Соломоновы острова)
- Buluka noyesi Austin, 1989 (Индия)
- Buluka orientalis Chou (Тайвань)
- Buluka quickei Ranjith in Ranjith, Veena, Rajan & Nasser, 2016
- Buluka straeleni de Saeger (ЮАР)
- Buluka taiwanensis Austin, 1989 (Тайвань)
- Buluka townesi Austin, 1989 (полуостров Малайзия)
- Buluka vuquangensis Long, 2015 (Вьетнам)[7]